# Nadelfabrik Zitternberg
Die Nadelfabrik Zitternberg bei Gars war die erste und einzige Nadelfabrik der Österreichisch-Ungarischen Monarchie.
Emil Hanebeck, Sohn einer Fabrikantenfamilie aus Iserlohn, die ebenso bereits Nadeln erzeugte erwarb 1899 die Gebäude der aufgelassenen Amon-Mühle in Zitternberg und errichtete dort eine Nadelfabrik, die 1901 den Betrieb aufnahm und bis zu 40 Arbeiter beschäftigte. In der Öst. Nadelfabrik Gars, Ges.m.b.H. wurden Nadeln aller Art wie Nähnadeln, Stricknadeln oder Anstecknadeln hergestellt, beispielsweise eine „Kaiser-Jubiläums-Nadel“ zum 60. Regierungsjubiläum des Kaisers Franz Joseph I. Das Unternehmen hatte auch eine Betriebsfeuerwehr, die damals erste im Bezirk Horn. Die Fabrik wurde 1938 geschlossen und das Gelände an die Firma Häusermann verkauft.
In der Villa am Werksgelände befindet sich heute eine Galerie. Die nach Plänen von Josef Hoffmann 1924 errichtete Villa Gretl in der Weisergasse in Gars war das Privathaus von Emil Hanebeck. Nach ersten Planungen für die Fassade und den Grundriss ließ Hoffmann mit dem Pagodendach Elemente der asiatischen Baukunst einfließen. Die verwendete Rautenornamentik war stilbildend für viele Garser Häuser der Zwischenkriegszeit.
Das Areal wurde nach dem Anschluss Österreichs von der Firma Häusermann-Fabrik chemischer Gravuren übernommen, die von Wien hierher zog. Nach Kriegsende wurde es von sowjetischen Besatzern der USIA eingegliedert.